# Tri Tôn (district)
Tri Tôn is een district van de provincie An Giang, een van de provincies in de Mekong-delta. De hoofdstad van het district is Tri Tôn.
Volgens een telling in 2003 heeft het district een populatie van 118.648 inwoners. De oppervlakte van het district bedraagt 598 km².
Naast Tri Tôn is er ook nog de plaats Ba Chúc. De overige plaatsen zijn An Tức, Châu Lăng, Cô Tô, Lạc Quới, Lê Trì, Lương An Trà, Lương Phi, Núi Tô, Ô Lâm, Tà Đảnh, Tân Tuyến, Vĩnh Gia en Vĩnh Phước.